# أمينة غريب فقيم
أمينة غريب فقيم (بالإنجليزية: Ameenah Gurib-Fakim)‏ (17 أكتوبر 1959م) عالمة موريشيوسية في التنوع البيولوجي، عملت عضوا منتدبا في المركز الدولي للبحث والابتكار وشغلت منصب عميد كلية العلوم بجامعة مورشيوس قبل أن ينتخبها البرلمان الموروشيوسي كرئيسة للبلاد. وأمينة تنحدر من أسرة مسلمة من أصول هندية.

## نشأتها
ولدت أمينة فقيم في 17 أكتوبر/ تشرين الأول 1959، في جزيرة موريشيوس، وعملت كعضو منتدب في المركز الدولي "CIDP" للبحث والابتكار، وقامت بتأليف العديد من الكتب والأبحاث الخاصة بعلوم الأحياء، وحصلت على العديد من الجوائز والأوسمة منها جائزة «نوبل لوريال» التابعة لمنظمة اليونسكو في إفريقيا عام 2007، كما حصلت على جائزة الاتحاد الإفريقي للمرأة في مجال العلوم في 2009.
وأعدت فقيم أول قائمة حصر بالنباتات العطرية والطبية في موريشيوس وجزيرة رودريغز المجاورة، وأتاح هذا التحليل العلمي معرفة الخصائص المضادة للأمراض الجرثومية والفطرية وداء السكري، والمتوفرة في عدد من النباتات، للبدء باستخدام هذه الأخيرة كمواد بديلة وفعالة للأدوية التجارية.

## عملها
تعمل فقيم حاليا في منصب المدير التنفيذي لمركز أبحاث العلاج بالنباتات (CEPHYR)، بالإضافة إلى عملها كأستاذة محاضرة في مادة الكيمياء العضوية ونائبة رئيس جامعة موريشوس.
انتخبت فقيم رئيسة المجلس الدولي للاتحاد العلمي - المكتب الإقليمي لإفريقيا للفترة "2011-2014"، وعملت أيضا في مجلس البحوث موريشيوس كمدير للبحوث "1995-1997".
كما شغلت أمينة فقيم منصب قائد لأول مشروع بحثي إقليمي على «فأر»، ودراسة للنباتات الطبية والعطرية من المحيط الهندي، بتمويل من الصندوق الأوروبي للتنمية تحت رعاية لجنة المحيط الهندي بين عامي "1987 - 1992".
وشاركت في عدة اجتماعات استشارية بشأن القضايا البيئية التي ينظمها البنك الدولي، وشغلت منصب عضو مؤسس في رابطة عموم إفريقيا للنباتات الطبية الإفريقية، وشاركت في تأليف الأولى على الإطلاق الأدوية العشبية الإفريقي التي تمولها (CDE وProInvest (ACP في بروكسل.
وقامت بتأليف 28 كتاب في مجال حفظ التنوع البيولوجي والتنمية المستدامة، والقت العديد من المحاضرات العلمية في العديد من دول العالم.